# 錢際時
钱际时（1488年—？），字清仲，顺天府通州民籍，浙江桐乡人，明朝政治人物。

## 生平
順天府鄉試第十二名舉人。正德十六年（1521年）中式辛巳科會試第一百二十二名，登第二甲第五十名進士。

## 家族
曾祖錢通；祖父錢顯，贈光祿寺署正；父錢銘，曾任知州。母李氏（封安人）。永感下。